# Охрименко, Олег Иванович
Оле́г Ива́нович Охриме́нко (1 июля 1973, Отрадный, Куйбышевская область — 21 апреля 2002, Омск) — сотрудник правоохранительных органов Российской Федерации, Герой Российской Федерации (19.01.2003, посмертно). Капитан милиции.

## Биография
Родился 1 июля 1973 года. В 1992 году окончил Омский авиационный техникум. Проходил срочную службу в Вооруженных силах РФ в пограничных войсках.
С 1995 года работал в органах МВД, Управление по борьбе с организованной преступностью, позже перевёлся работать в СОБР. Должность — старший оперуполномоченный. Четыре раза выезжал в командировки в Чеченскую республику. В 2000 году был участником штурма села Комсомольское.
Главный подвиг в своей жизни Олег Охрименко совершил в Омске, 21 апреля 2002 года. Он принимал участие в задержании особо опасного преступника, находящегося в федеральном розыске. Вооруженный гранатой и пистолетом, преступник взял в заложники свою сожительницу и попытался прорваться из окруженной милиционерами квартиры. Удерживая гранату у головы женщины, он вышел на остановку общественного транспорта на улице Бархатовой. Расчет был на то, что стрелять в такой ситуации милиционеры не посмеют — там многолюдно, а у гранаты «лимонки» разлет осколков составляет 200 метров. Сыграла свою роль и вина руководителей операции — оттеснение граждан от преступника произведено не было, людей даже не оповестили о случившемся. В толпе предполагали, что снимается кино. В какой-то момент у преступника сдали нервы и он открыл по сотрудникам милиции и столпившимся людям огонь из пистолета. Ответным огнём преступник был уничтожен на месте. Бывшая у него граната выпала на землю (по другим сведениям, преступник успел её бросить). Олег Охрименко оттолкнул в сторону заложницу и накрыл гранату своим телом. При взрыве получил смертельные ранения и через несколько часов скончался в больнице. Своим героическим поступком спас десятки граждан и троих сослуживцев.
Указом Президента Российской Федерации № 51 от 19 января 2003 года за «мужество и героизм, проявленные при выполнении служебного долга» капитану милиции Олегу Ивановичу Охрименко посмертно присвоено звание Героя Российской Федерации.

## Награды
- Герой Российской Федерации (19.01.2003, посмертно)
- Медаль ордена «За заслуги перед Отечеством» II степени с мечами (2000)
- Медаль «За отвагу»
- Медаль «За отличие в охране общественного порядка»

## Память
- О. И. Охрименко посвящена песня Сергея Тимошенко «Опер».
- В 2012 году в Омске появилась улица Охрименко.
- Средней школе № 123 г. Омска, которую окончил О. И. Охрименко, присвоено его имя (2003).
- В Омске открыт Центр спортивных и боевых единоборств имени героя России Олега Охрименко (10.11.2008).
- Олегу Охрименко посвящен стих Олега Двороковского «Секунда на выбор».